# Festung Groß Friedrichsburg

Lageplan der Festung (um 1809)

Plan der Festung (1789)

Die Festung Groß Friedrichsburg war eine Zitadelle am Pregel vor den drei Königsberger Städten.  Ein Stadttor war sie nie.

## Geschichte
Auf dem Südufer des Pregels gelegen, war der Festung eine Sonderaufgabe zugewiesen – die landesherrliche Absicherung der Schiffahrtssperre Holländer Baum. Sie hatte den gleichen Grundriss wie die Zitadelle Spandau.

### Königsberg

Links Groß Friedrichsburg (1905)

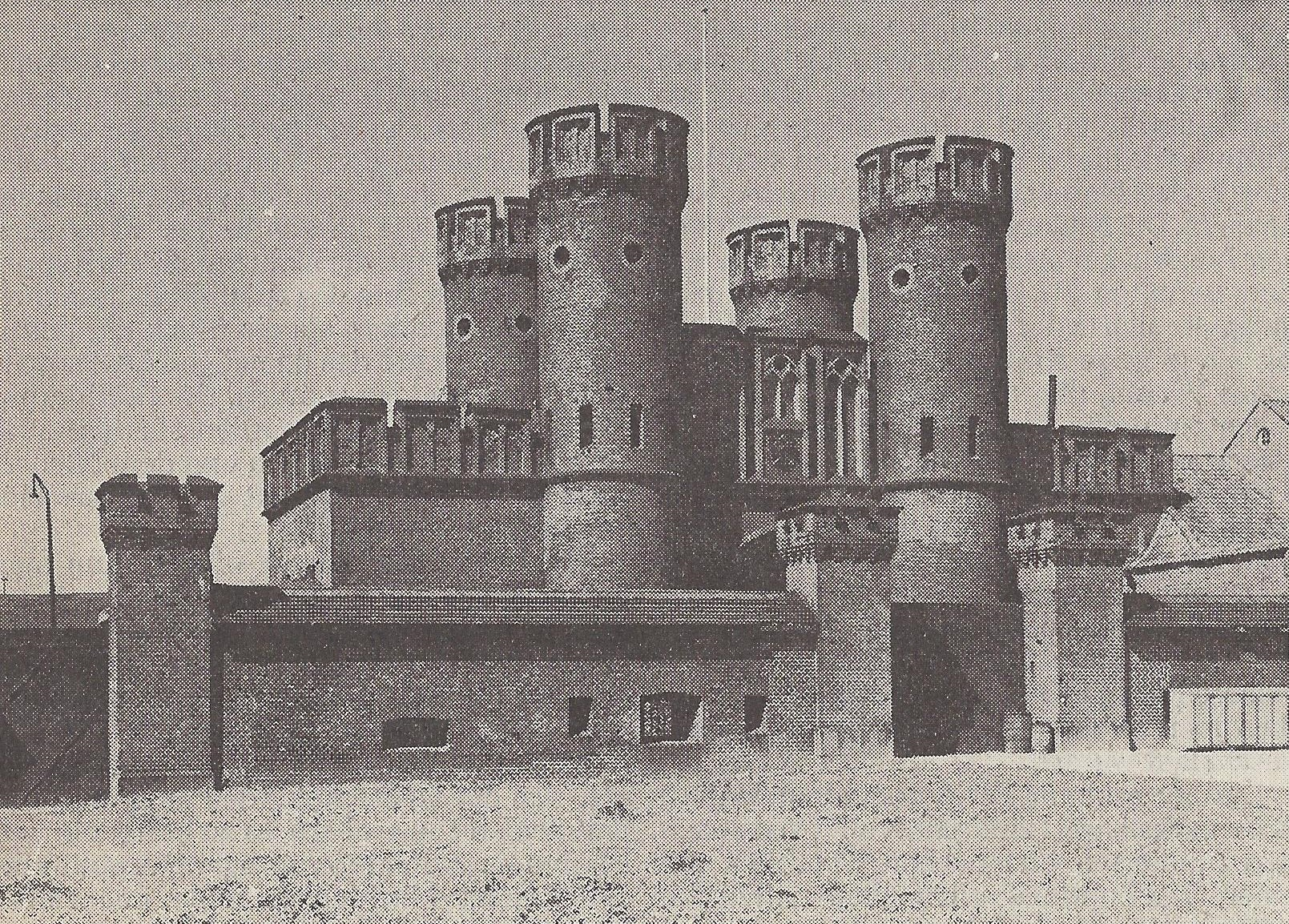
1930er-Jahre

Nach dem Königsberger Aufstand gelangte der Kurfürst Friedrich Wilhelm zur Überzeugung, dass seine Autorität in Königsberg auch mit militärischen Mitteln dargestellt werden müsse. Die Festung Friedrichsburg wurde 1658 errichtet und während des Festungsbaus nach 1843 umgestaltet und den sonstigen Festungsbauten architektonisch angepasst. Ursprünglich war sie sternförmig mit umgebendem Pregelwassergraben angelegt. Sie hatte nur eine Zufahrt (von Westen). Auf dem westlichen Teil vom Grabenrand der Festung, einem Teil des Philosophendamms, ging Immanuel Kant gern spazieren.
Die Zitadelle hatte eine quadratische Form, die Bastionen an den Ecken wurden mit Smaragd, Rubin, Diamant und Perle benannt. Von 1780 bis 1781 büßte hier Ludwig Yorck von Wartenburg als Leutnant eine Gefängnisstrafe wegen Befehlsverweigerung ab. Mitte des 19. Jahrhunderts wurde die Friedrichsburg Bestandteil des zweiten Befestigungsringes um Königsberg. Von da an hieß sie nicht mehr Zitadelle, sondern Fort Friedrichsburg. Etwa zur selben Zeit, um 1852, wurde das Tor des Forts gebaut. Bis auf einige Bauelemente, die im Laufe der Jahrzehnte verändert wurden, erhielt das Friedrichsburger Tor damals sein heutiges Aussehen. Anfang des 20. Jahrhunderts wurde festgestellt, dass das damalige Fort für eine Verteidigung der Stadt Königsberg untauglich war.  Das Fort selbst wurde im Jahr 1910 vom Deutschen Reich an die spätere Deutsche Reichsbahn übergeben und durch diese abgebrochen, weil es dem Ausbau der Eisenbahn und dem Neubau des Güterbahnhofes im Wege stand, die Festungsgräben wurden zugeschüttet. Bis zur Schlacht um Königsberg am Ende des Zweiten Weltkrieges war es in keinerlei Kampfhandlungen verwickelt. 1945, gegen Ende des Zweiten Weltkrieges wurde das Tor durch Artillerie schwer beschädigt.
Ein Modell der Festung war im Museum Stadt Königsberg ausgestellt und befindet sich seit dessen Schließung im Ostpreußischen Landesmuseum in Lüneburg.

### Kaliningrad

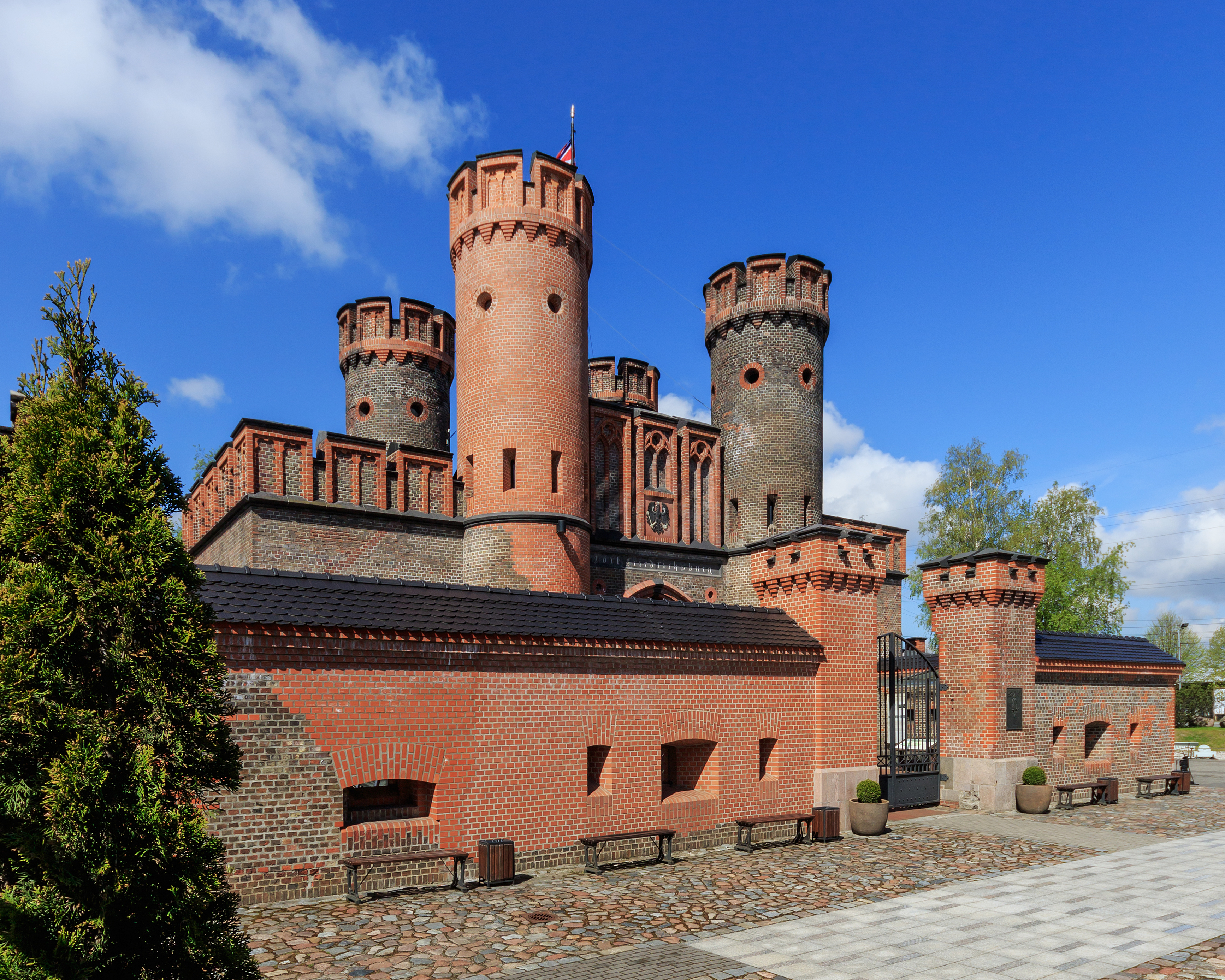
Festung Groß Friedrichsburg

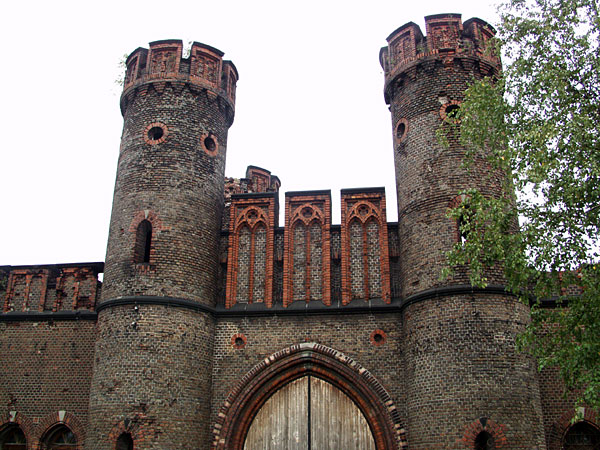
Friedrichsburger Tor

Über dem Portal sieht man noch heute die Frakturaufschrift „Fort Friedrichsburg“. Darüber prangt der preußische Adler. Den Oberteil des Tores ziert eine mit Zinnen geschmückte Brustwehr. Im unteren Teil sind Kasematten mit Schießscharten.  Das Torportal ist mit unterschiedlich gefärbten Zierziegeln gestaltet.
Nach Kriegsende verfiel das Friedrichsburger Tor immer mehr. So stand es sogar kurz vor dem endgültigen Abbruch. Dies verhinderte jedoch ein Beschluss des Ministerrates der RSFSR aus dem Jahr 1960, der das Tor zum Baudenkmal erklärte. In den folgenden Jahren bis zum Ende der Sowjetunion im Jahr 1991 und danach wurde es als Lagergebäude genutzt und stand dann als ungenutzte und herrenlose Ruine da. Seine abgeschiedene Lage auf dem geschlossenen Güterbahnhof und der Umstand, dass es als Lagergebäude genutzt wurde, hat es wohl vor dem endgültigen Verfall und der Schleifung bewahrt. Im Jahr 2007 wurde mit der Restaurierung begonnen. Obwohl eine Wiedereröffnung schon für das Jahr 2010 geplant war, konnten die Restaurierungsarbeiten erst im Jahr 2011 vollständig abgeschlossen werden, da sich die Arbeiten aufgrund der großen Verwahrlosung des Tores, der schleppenden Finanzierung durch das russische Kulturministerium und durch den ständigen Wechsel der ausführenden Firmen zeitlich verzögerten. Die Arbeiten wurden von Fachleuten aus Kaliningrad, St. Petersburg und Welikij Nowgorod ausgeführt. Zudem wurde der Weg zum Tor, die Porowaja Straße, sowie die unmittelbare Umgebung des Tores durch die Stadtverwaltung neu gestaltet. Des Weiteren ist zur Unterbringung von verschieden historischen Schiffsmodellen der Neubau von Pavillons geplant. Auf einem der vier Festungstürme wurde eine Aussichtsplattform eingerichtet. Am 17. Mai 2011 wurde das Tor als Zweigstelle des russischen Weltmeeresmuseum mit einer Ausstellung mit Gegenständen aus allen Teilen Russlands, unter dem Titel „Die Auferstehung der Schiffe“, welche Zar Peter dem Großen gewidmet ist, eröffnet. Zukünftig sollen Ausstellungen über die Geschichte der russischen Seefahrt bzw. über die russische Marine zu sehen sein.